# Lola T370
Chronologie des modèles (1974-1975)
Lola T102 Lola T371
La Lola T370 est une monoplace de Formule 1 conçue par Lola Cars et engagée par l'écurie britannique Embassy-Hill lors du championnat du monde de Formule 1 1974. Elle est pilotée par les Britanniques Graham Hill et Guy Edwards, remplacé successivement par Peter Gethin et l'Allemand Rolf Stommelen. Elle est chaussée de pneumatiques Firestone et propulsée par un moteur V8 Ford-Cosworth DFV.
En 1975, la T370, désormais équipée de gommes Goodyear, est engagée pour les trois premières manches du championnat, en attendant la mise au point de la Lola T371. Elle est confiée à Graham Hill et Rolf Stommelen.

## Résultats en championnat du monde de Formule 1

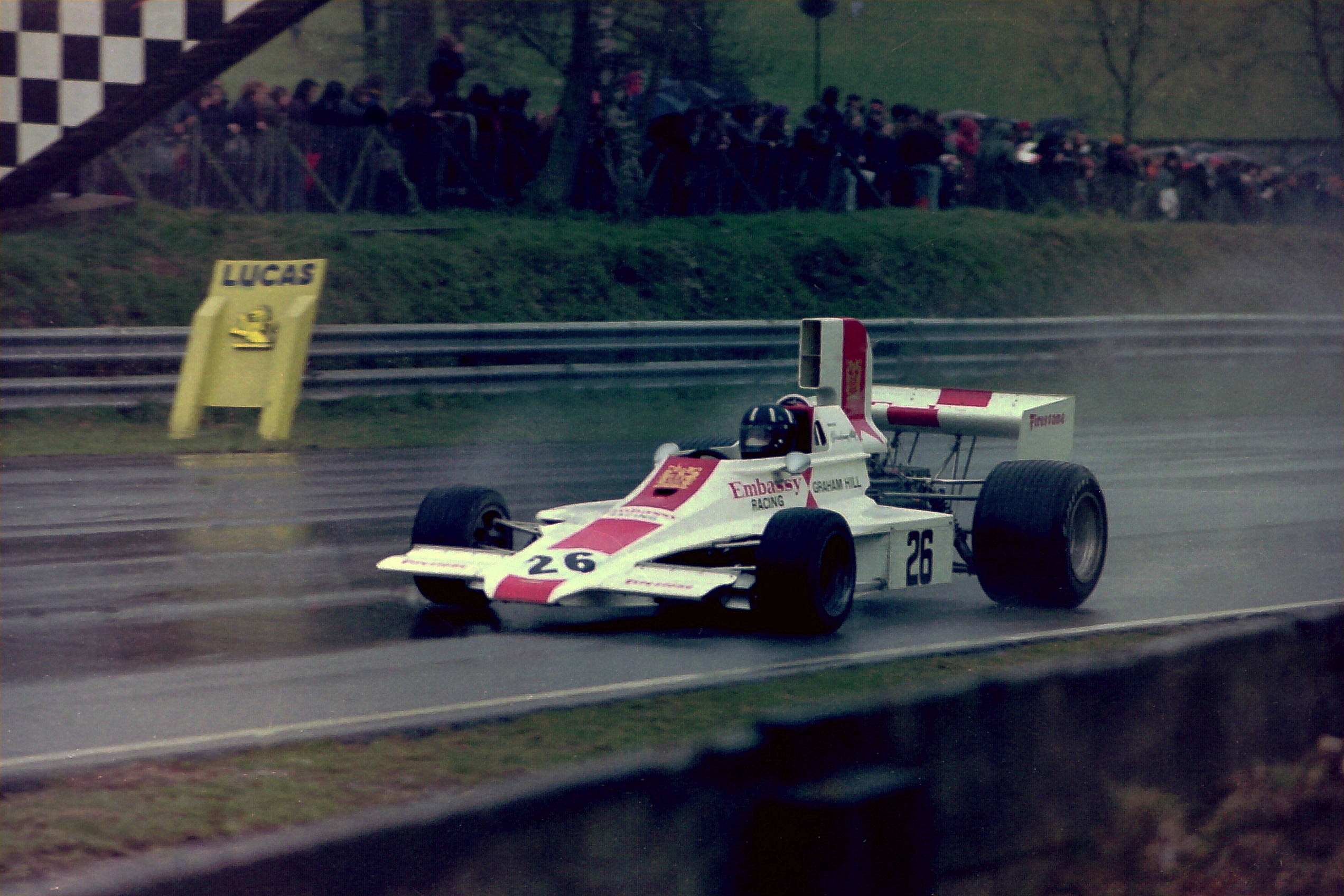
Graham Hill à bord de la Lola T370 lors de la Race of Champions 1974.

| Saison | Écurie                          | Moteur               | Pneumatiques | Pilotes        | Courses | Courses | Courses | Courses | Courses | Courses | Courses | Courses | Courses | Courses | Courses | Courses | Courses | Courses | Courses | Points inscrits | Classement  |
| Saison | Écurie                          | Moteur               | Pneumatiques | Pilotes        | 1       | 2       | 3       | 4       | 5       | 6       | 7       | 8       | 9       | 10      | 11      | 12      | 13      | 14      | 15      | Points inscrits | Classement  |
| ------ | ------------------------------- | -------------------- | ------------ | -------------- | ------- | ------- | ------- | ------- | ------- | ------- | ------- | ------- | ------- | ------- | ------- | ------- | ------- | ------- | ------- | --------------- | ----------- |
| 1974   | Embassy Racing with Graham Hill | Ford-Cosworth DFV V8 | Firestone    |                | ARG     | BRÉ     | AFS     | ESP     | BEL     | MON     | SUÈ     | P-B     | FRA     | GBR     | ALL     | AUT     | ITA     | CAN     | USA     | 1               | 12e         |
| 1974   | Embassy Racing with Graham Hill | Ford-Cosworth DFV V8 | Firestone    | Graham Hill    | Abd.    | 11e     | 12e     | Abd.    | 8e      | 7e      | 6e      | Abd.    | 13e     | 13e     | 9e      | 12e     | 8e      | 14e     | 8e      | 1               | 12e         |
| 1974   | Embassy Racing with Graham Hill | Ford-Cosworth DFV V8 | Firestone    | Guy Edwards    | 11e     | Abd.    |         | Nq      | 12e     | 8e      | 7e      | Abd.    | 15e     | Np.     | Nq      |         |         |         |         | 1               | 12e         |
| 1974   | Embassy Racing with Graham Hill | Ford-Cosworth DFV V8 | Firestone    | Peter Gethin   |         |         |         |         |         |         |         |         |         | Abd.    |         |         |         |         |         | 1               | 12e         |
| 1974   | Embassy Racing with Graham Hill | Ford-Cosworth DFV V8 | Firestone    | Rolf Stommelen |         |         |         |         |         |         |         |         |         |         |         | Abd.    | Abd.    | 11e     | 12e     | 1               | 12e         |
| 1975   | Embassy Racing with Graham Hill | Ford-Cosworth DFV V8 | Goodyear     |                | ARG     | BRÉ     | AFS     | ESP     | MON     | BEL     | SUÈ     | P-B     | FRA     | GBR     | ALL     | AUT     | ITA     | USA     |         | 0               | Non classé* |
| 1975   | Embassy Racing with Graham Hill | Ford-Cosworth DFV V8 | Goodyear     | Graham Hill    | 10e     | 12e     | Nq      |         | Nq      |         |         |         |         |         |         |         |         |         |         | 0               | Non classé* |
| 1975   | Embassy Racing with Graham Hill | Ford-Cosworth DFV V8 | Goodyear     | Rolf Stommelen | 13e     | 14e     |         |         |         |         |         |         |         |         |         |         |         |         |         | 0               | Non classé* |

Légende : ici  
* L'écurie Embassy-Hill est classée 11e du championnat des constructeurs avec trois points, sous l'association Hill-Ford, puisque le châssis Lola T371 engagé à partir du Grand Prix d'Espagne est rebaptisé Hill GH1. Néanmoins, l'association Lola-Ford, qui n'a marqué aucun point, n'est pas classée.